# لئون هنکین
لئون هنکین (انگلیسی: Leon Albert Henkin؛ زاده ۱۹ آوریل ۱۹۲۱ درگذشته ۱ نوامبر ۲۰۰۶) یک ریاضی‌دان اهل ایالات متحده آمریکا بود.